# Sibel Kekilli

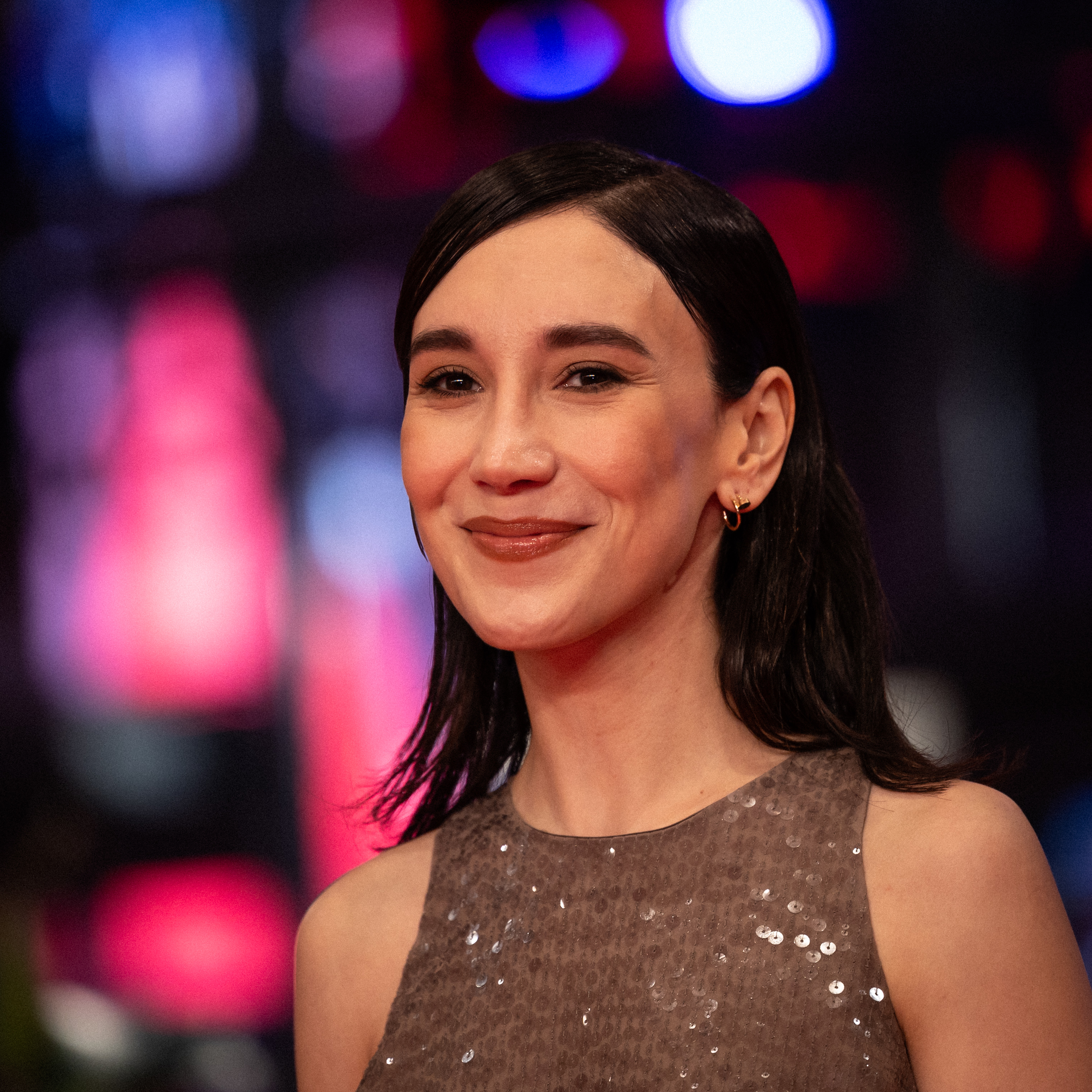
Sibel Kekilli (2024)

Sibel Kekilli (* 16. Juni 1980 in Heilbronn) ist eine deutsche Schauspielerin. Sie wurde als Hauptdarstellerin in Fatih Akins mehrfach prämiertem Film Gegen die Wand (2004), als Shae in der US-Fantasyserie Game of Thrones (2011) und durch die Rolle der Sarah Brandt im Kieler Tatort bekannt. Für ihre Darstellungen erhielt sie zweimal den Deutschen Filmpreis und wurde 2010 beim Tribeca Film Festival als beste Schauspielerin ausgezeichnet.

## Jugend
Sibel Kekilli wurde 1980 in Heilbronn als Tochter eines Arbeiters und einer Reinigungskraft geboren. Sie hat mehrere Geschwister. Ihre Eltern, die 1977 aus einem Bergdorf in der türkischen Provinz Kayseri nach Deutschland gekommen waren, beschreibt sie als „relativ moderne muslimische Eltern“.
Nach der Mittleren Reife machte sie eine Ausbildung zur Verwaltungsfachangestellten und war danach in der Verwaltung tätig. 2002 zog sie nach Essen und arbeitete unter anderem als Model für die Fotografin Tamara Amhoff-Windeler.

## Schauspielkarriere
Im August 2002 wurde Kekilli in Köln auf der Straße von einer Casting-Agentin angesprochen, ob sie in einem Film des Regisseurs Fatih Akin mitspielen wolle. Sie sagte zu und setzte sich beim Casting für die weibliche Hauptrolle des Films Gegen die Wand gegen etwa 350 Mitbewerberinnen durch. Bei der Berlinale 2004 wurde Gegen die Wand mit dem Goldenen Bären ausgezeichnet, zudem erhielt der  Film in Barcelona den Europäischen Filmpreis als bester europäischer Film des Jahres 2004. Auch Kekilli erhielt für ihre schauspielerische Leistung in diesem Film mehrere bedeutende Filmpreise.
Zwei Tage nachdem Gegen die Wand bei der Berlinale 2004 mit dem Goldenen Bären ausgezeichnet worden war, machte die Bild-Zeitung auf ihrer Titelseite öffentlich, dass Kekilli als Zwanzigjährige unter verschiedenen Pseudonymen kurzzeitig als Pornodarstellerin in Filmproduktionen tätig gewesen war, und breitete diese Information über Wochen hinweg aus. Der Deutsche Presserat rügte im Dezember 2004 öffentlich die Art und Weise der Berichterstattung und stellte nach Ziffer 1 des Pressekodex einen Verstoß gegen die Persönlichkeitsrechte Kekillis und eine Verletzung der Menschenwürde fest.

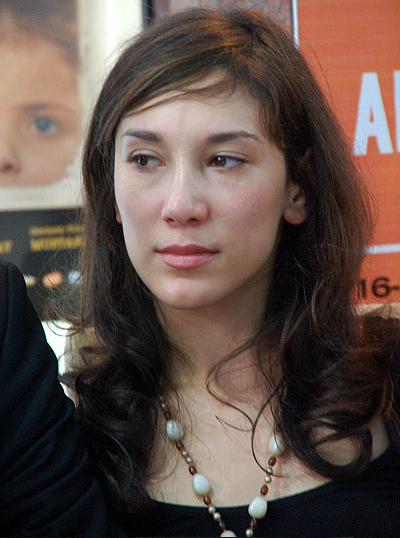
Sibel Kekilli, 2006

Kekilli wirkte seither in einer Reihe auch internationaler Spielfilmproduktionen mit. Für ihre erste Hauptrolle in einem türkischen Spielfilm, Eve Dönüş (2006), wurde sie auf dem wichtigsten nationalen Filmfestival der Türkei, dem Golden Orange Film Festival, als beste Darstellerin ausgezeichnet. Im Holocaust-Drama Der letzte Zug (2006) spielte sie eine der mit dem letzten Zug vom Bahnhof Berlin-Grunewald nach Auschwitz zwangsweise deportierten jüdischen Frauen. In Winterreise (2006) war sie die junge Kurdin Leyla, die als Dolmetscherin einen älteren Mann, der sich mit kenianischen Betrügern eingelassen hat, nach Afrika begleitet. Im finnischen Spielfilm Pihalla (deutscher Verleihtitel Auf dem Spielplatz) spielte Kekilli 2009 eine deutsche Mutter, die mit ihrem beruflich stark eingespannten Mann und einer kleinen Tochter von Hamburg nach Tampere umzieht und dort nach Kulturschock und Einsamkeit eine Affäre mit einem Familiencafébetreiber und Rocksänger beginnt.
Ihre erste Titelrolle hatte sie im Kinofilm Die Fremde, der auf der Berlinale 2010 erstaufgeführt wurde, als kurdischstämmige Deutsche, die aus einer in Istanbul geführten Ehe ausbricht, um mit ihrem Sohn in Deutschland ein selbstbestimmtes Leben zu führen. Für diese Rolle erhielt sie nicht nur den Bernhard Wicki Filmpreis, den Darstellerpreis des Filmfestivals Türkei/Deutschland und zum zweiten Mal den Deutschen Filmpreis, sondern auch die Auszeichnung als beste Schauspielerin auf dem Tribeca Film Festival in New York. In ihrer Dankesrede zum Deutschen Filmpreis machte Kekilli darauf aufmerksam, dass sie, obwohl sie bereit sei, alles zu spielen, Rollenangebote vermisste. In der Vergangenheit hatte sie wiederholt den Wunsch geäußert, nicht auf das Rollenbild türkischstämmiger Figuren festgelegt zu werden.

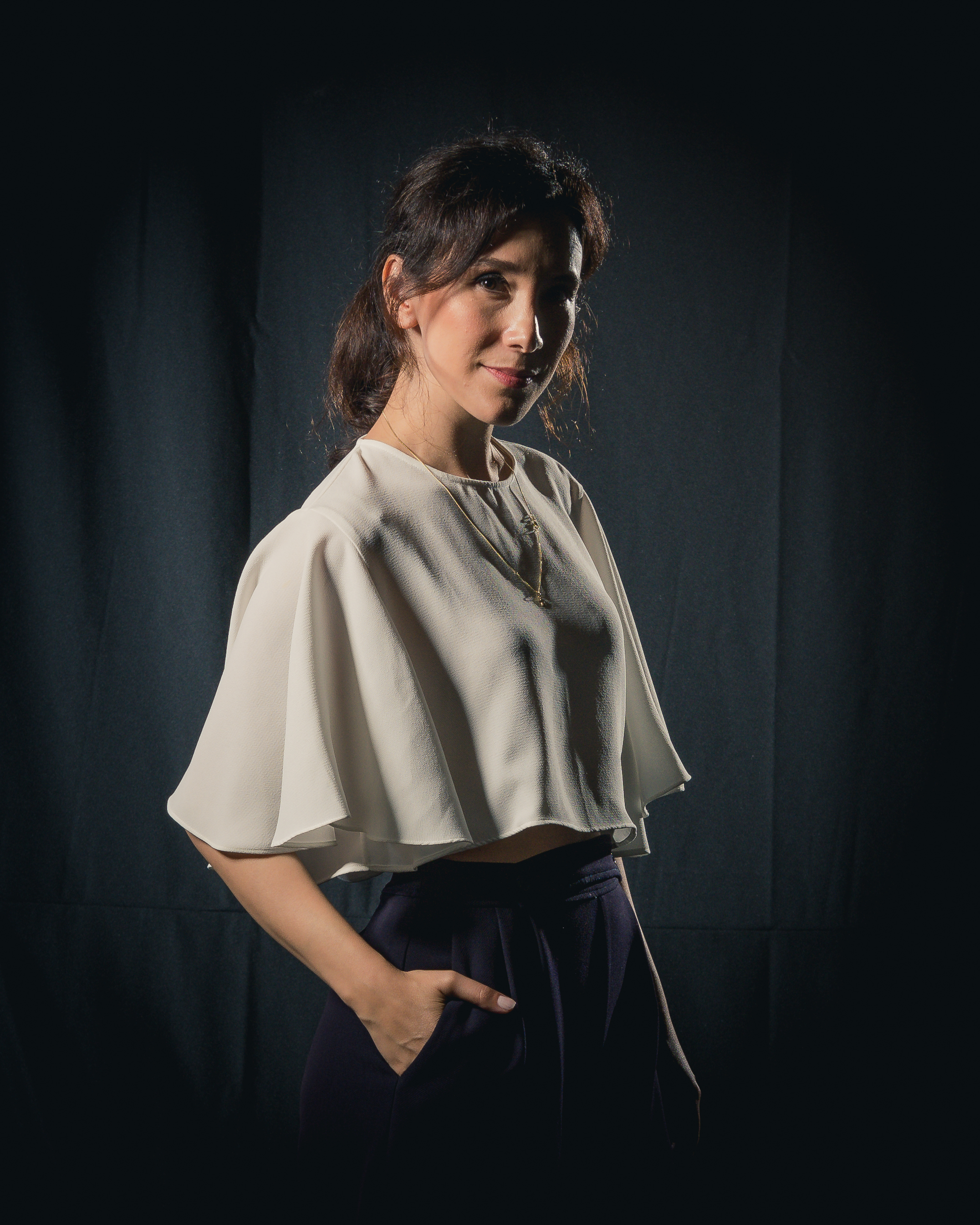
Sibel Kekilli, 2017

Sie entfernte sich immer weiter von diesem Rollenklischee, insbesondere durch ihre Serienrollen als Sarah Brandt im Tatort Kiel an der Seite von Axel Milberg in den Jahren von 2010 bis 2017 und von 2011 bis 2014 als Prostituierte Shae in der von HBO produzierten amerikanischen Fernsehserie Game of Thrones nach der Romanserie Das Lied von Eis und Feuer von George R. R. Martin. In dieser Rolle war sie in den ersten vier Staffeln der Serie zu sehen; in der deutschen Fassung synchronisiert sie sich selbst. Mit dem Tatort Borowski und das Fest des Nordens stieg sie 2017 aus dem Tatort Kiel aus, um mehr Zeit für andere Rollenangebote und Projekte zu schaffen.
Im Fernsehzweiteiler Gier von Dieter Wedel (2010) spielte sie die Figur der Nadja Hartmann, die sich im Umfeld eines großspurigen Anlagebetrügers, gespielt von Ulrich Tukur, sonnt. 2011 war Kekilli mit What a Man unter der Regie von Matthias Schweighöfer erstmals in einer Hauptrolle in einer Filmkomödie zu sehen. Im 2013 veröffentlichten Spielfilm Die Männer der Emden über die Geschichte der Besatzung des Kreuzers Emden im Ersten Weltkrieg stellte sie die Salima Bey dar.
2017 stellte sie in der vierteiligen Fernsehserie Bruder – Schwarze Macht die ältere Schwester eines deutschtürkischen Salafisten dar. 2018 spielte sie die Hauptrolle der tschetschenischen Terroristin Madina Taburova in der belgisch-deutsch-finnischen Gemeinschaftsproduktion Bullets, einer 10-teiligen Fernsehserie. Im 2019 erschienenen Episodenfilm Berlin, I Love You verkörpert sie die Taxifahrerin Yasil.

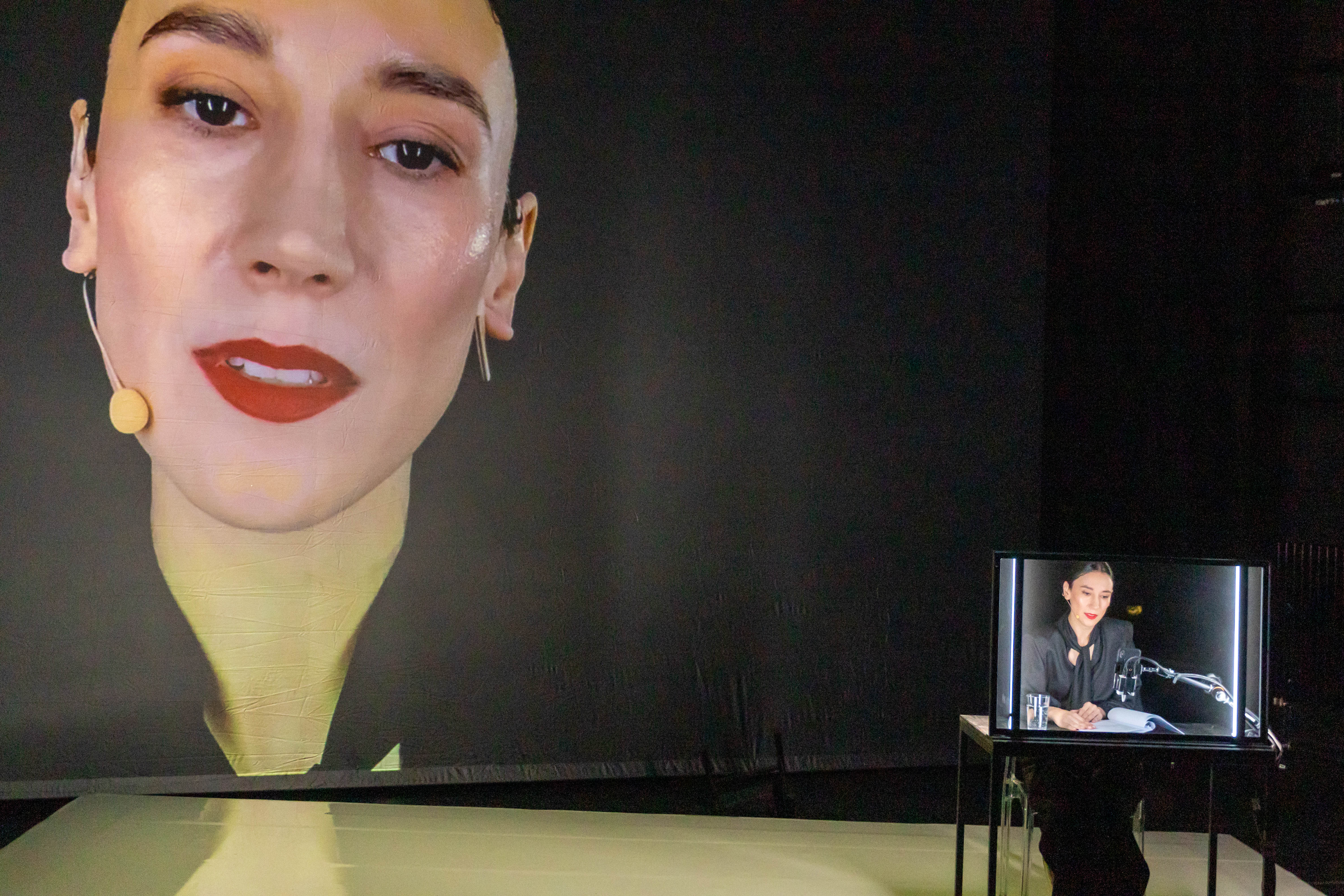
Kekilli bei der Lesung aus Fremd, 2023

Kekilli arbeitet auch als Hörbuchsprecherin. Innerhalb der Hörbuchreihe Starke Stimmen der Frauenzeitschrift Brigitte las sie 2005 den Roman Sinn und Sinnlichkeit von Jane Austen. Außerdem war sie als Hauptdarstellerin in einem Musikvideo der Gruppe Rosenstolz für die Benefiz-Single Aus Liebe wollt ich alles wissen zu sehen.
Mit einer inszenierten Lesung von Michel Friedmans autobiografischem Text Fremd gab Kekilli 2023 ihr Theaterdebüt auf der Bühne des Berliner Ensembles.

## Engagement
Seit 2004 ist Kekilli Botschafterin von Terre des Femmes; unter anderem engagiert sie sich für Frauenrechte. Sie war als Kind vom Islam fasziniert, fühlt sich aber heute keiner Religion zugehörig. Eine ihrer Äußerungen zu häuslicher Gewalt in muslimischen Familien („Ich habe selbst erlebt, dass körperliche und seelische Gewalt in einer muslimischen Familie als normal angesehen wird. Leider gehört Gewalt im Islam zum Kulturgut“) führte bei einer Veranstaltung der Zeitung Hürriyet im Dezember 2006 im Abgeordnetenhaus von Berlin dazu, dass der türkische Generalkonsul Ahmet Nazif Alpman den Saal verließ. Er habe Kekillis Aussagen als Diskriminierung von Muslimen empfunden, sagte er gegenüber der taz.
Auf einem im März 2015 von Bundespräsident Joachim Gauck und Terre des Femmes organisierten Symposium gegen Gewalt im Namen der Ehre hielt sie eine sich mit der Rolle der Frau in der muslimischen Gesellschaft und ihre eigenen diesbezüglichen Erfahrungen befassenden Rede, die in der FAZ veröffentlicht wurde. Sie beschreibt dabei auch ihre eigene kulturelle Entfremdung. Bei der Verleihung des Anne-Klein-Frauenpreises an die Kurdin Nebahat Akkoç für ihren Kampf gegen staatliche und häusliche Gewalt und die Verteidigung der Rechte der Frauen in der Türkei war Kekilli die Laudatorin.
Im Zuge der Proteste in der Türkei 2013 stellte sich Kekilli auf die Seite der Demonstranten. In einem heute-Interview im Juni 2013 äußerte sie: „Ich würde genau dafür auf die Straße gehen. Für ein Land, das Atatürk gegründet hat, Frauenrechte eingeführt, Religion vom Staat getrennt und in Dörfern Kinder unterstützt hat, die ohne diese Hilfe nie Ärzte oder Lehrer hätten werden können“. Im März 2017 erhielt sie für ihr Engagement das Bundesverdienstkreuz.
Kekilli wurde auf Vorschlag von Bündnis 90/Die Grünen 2022 zum Mitglied der 17. Bundesversammlung für Baden-Württemberg gewählt.

## Privates
Kekilli lebt in Hamburg-Altona (Stand 2016).

## Filmografie

### Kino (Auswahl)
- 2004: Gegen die Wand
- 2004: Kebab Connection
- 2006: Eve Dönüş
- 2006: Der letzte Zug
- 2006: Winterreise
- 2006: Fay Grim
- 2009: Pihalla (dt. Titel: Spielplatz)[38]
- 2010: Die Fremde
- 2011: What a Man
- 2012: Die Männer der Emden
- 2019: Berlin, I Love You
- 2019: Deutschland ist… Heim
- 2020: Fuchs im Bau
- 2022: Karanlik Gece
- 2025: Yunan

### Fernsehen (Auswahl)
- 2008: Nachtschicht – Blutige Stadt (Fernsehreihe)
- 2010: Tatort: Borowski und eine Frage von reinem Geschmack
- 2010: Mordkommission Istanbul: In deiner Hand (Fernsehreihe)
- 2010: Gier (Fernseh-Zweiteiler)
- 2011: Tatort: Borowski und der coole Hund
- 2011: Tatort: Borowski und die Frau am Fenster
- 2011–2014: Game of Thrones (Fernsehserie, 20 Folgen)
- 2012: Tatort: Borowski und der stille Gast
- 2012: Tatort: Borowski und der freie Fall
- 2013: Tatort: Borowski und der brennende Mann
- 2013: Tatort: Borowski und der Engel
- 2014: Tatort: Borowski und das Meer
- 2015: Tatort: Borowski und der Himmel über Kiel
- 2015: Tatort: Borowski und die Kinder von Gaarden
- 2015: Tatort: Borowski und die Rückkehr des stillen Gastes
- 2016: Tatort: Borowski und das verlorene Mädchen
- 2017: Tatort: Borowski und das dunkle Netz
- 2017: Tatort: Borowski und das Fest des Nordens
- 2017: Bruder – Schwarze Macht (Fernsehserie, 4 Folgen)
- 2018: Bullets (Fernsehserie, 10 Folgen)
- 2021: Meeresleuchten (Fernsehfilm)
- 2022: Slava der Hund (Fernsehfilm)
- 2023: Freiheit ist das Einzigste, was zählt (Fernsehserie, 6 Folgen)
- 2023: Terra X: Faszination Erde – Wildes Kenia (Dokumentarfilm)

## Auszeichnungen
- Für ihre Rolle in Gegen die Wand:
  - Filmfestival Türkei/Deutschland 2004: Beste Darstellerin
  - Deutscher Filmpreis 2004: Lola in Gold als beste Hauptdarstellerin
  - New Faces Award der Zeitschrift Bunte: Beste Nachwuchsschauspielerin
  - Undine Award: Beste jugendliche Hauptdarstellerin in einem Kinospielfilm
  - Bambi-Fernsehpreis 2004: Shooting Star des Jahres
  - Santa Barbara International Film Festival 2005: Beste Darstellerin
  - Europäischer Filmpreis 2004: nominiert für die Endauswahl zur European Actress
- Für ihre Rolle in Eve Dönüs:
  - Golden Orange Film Festival in Antalya 2006: Beste Darstellerin.
- Für ihre Rolle in Die Fremde:
  - Filmfestival Türkei/Deutschland 2010: Beste Hauptdarstellerin
  - Deutscher Filmpreis 2010: Beste darstellerische Leistung: Weibliche Hauptrolle
  - Tribeca Film Festival New York 2010: Beste Schauspielerin in einem Spielfilm
  - Bernhard Wicki Filmpreis 2010
  - Preis der deutschen Filmkritik 2010: Beste Darstellerin
  - Europäischer Filmpreis 2010: nominiert als beste Darstellerin
- Bayerischer Fernsehpreis 2012: nominiert als beste Schauspielerin für ihre Rolle als Sarah Brandt im Tatort Borowski und die Frau am Fenster
- Video Champion 2010: Artist Award
- Kommissarin des Freistaates Sachsen ehrenhalber 2015: zusammen mit Axel Milberg für ihre Rollen als Sarah Brandt und Klaus Borowski im Tatort
- Verdienstkreuz am Bande des Verdienstordens der Bundesrepublik Deutschland 2017
- Verdienstorden des Landes Baden-Württemberg 2025[39]